# Rouge pompéien
Le rouge pompéien fait référence à la couleur d'un pigment minéral à base d'oxyde de fer de teinte proche de l'ocre rouge, qui tire son nom de son utilisation courante dans la peinture de la Rome antique et du fait qu'il est abondamment représenté dans les peintures murales de Pompéi. Les études ont montré que les parois qui présentent des fonds rouge pompéien ont été réalisées de diverses façons, parmi lesquelles l'utilisation du cinabre était la plus coûteuse et donc la plus prestigieuse.
Ce terme est utilisé également pour définir la couleur rouge ocre d'un enduit caractéristique de la céramique romaine.

## Histoire de la notion
La notion de rouge pompéien apparaît avec la véritable redécouverte du site de Pompéi au XVIIIe siècle et l'influence qu'elle a eue sur les arts et le goût en Europe. Le Café Procope de Paris, redécoré dans les années 1980 dans un style faisant référence au goût de la fin du XVIIIe siècle, s'est couvert de murs de couleur rouge pompéien. Au XIXe siècle, les musées adoptent souvent le rouge pompéien pour leurs murs. Le rouge pompéien a été abondamment utilisé dans la décoration des demeures et palais construits au XIXe siècle à l'imitation des grandes villas romaines, comme la Maison pompéienne (aujourd'hui disparue) que fit construire le prince Jérôme Napoléon avenue Montaigne, à Paris, ou le Pompejanum de Louis Ier de Bavière à Aschaffenbourg.
Le rouge pompéien n'est pas une teinte définie d'un point de vue colorimétrique ou en fonction des pigments utilisés mais une référence esthétique et culturelle.

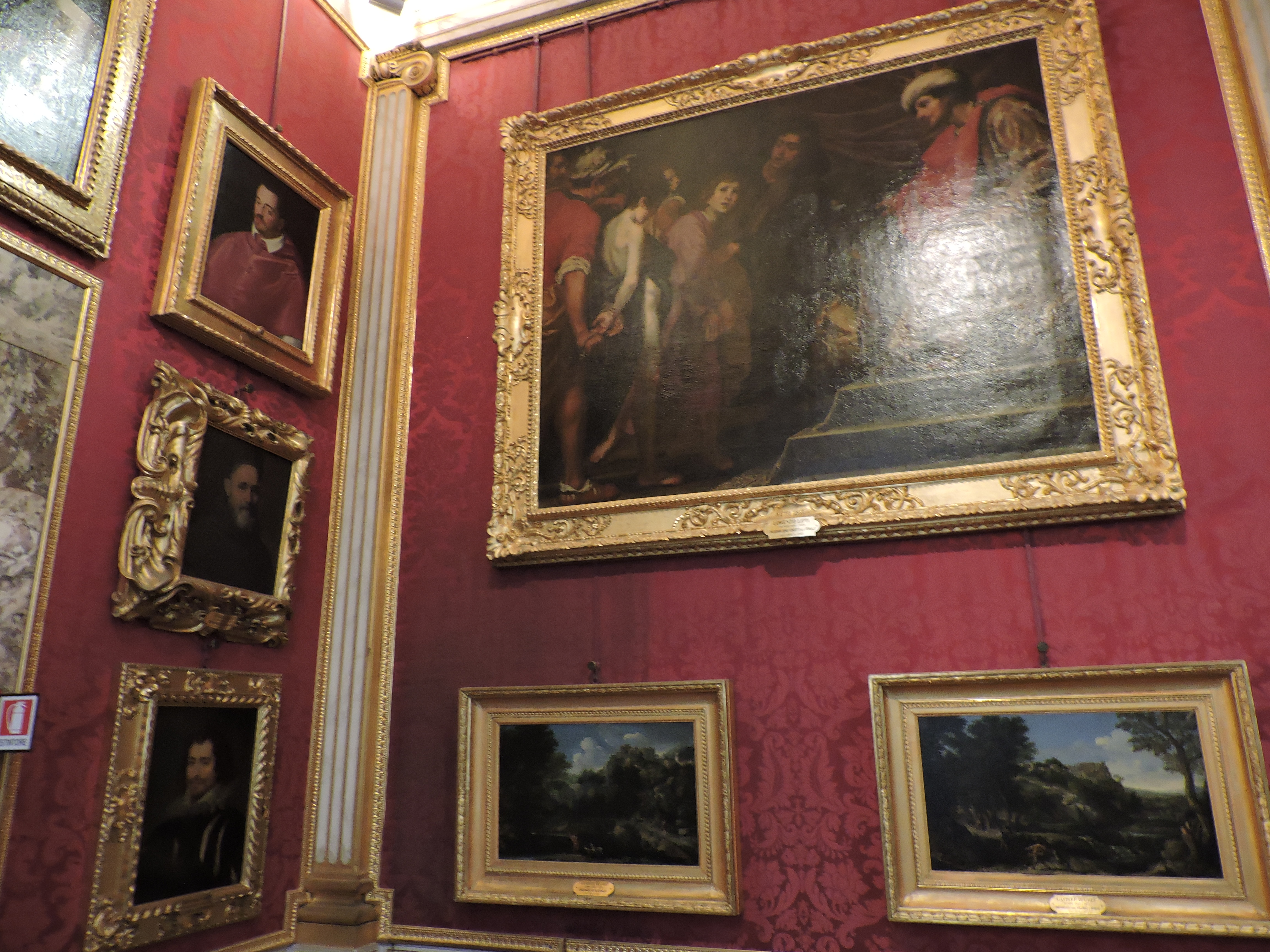
Galerie palatine, palais Pitti, Florence.
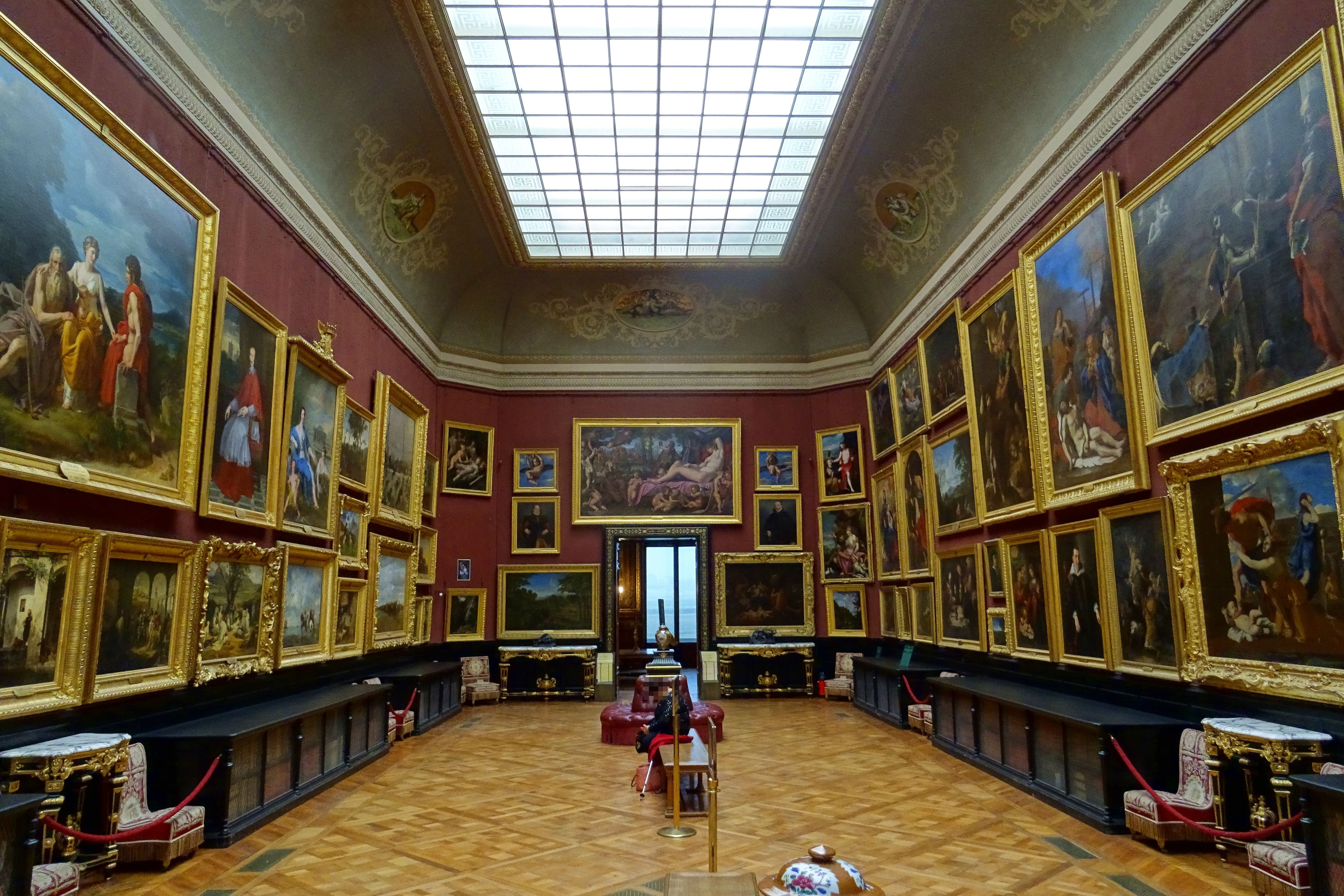
La Galerie de peinture au musée Condé (château de Chantilly).
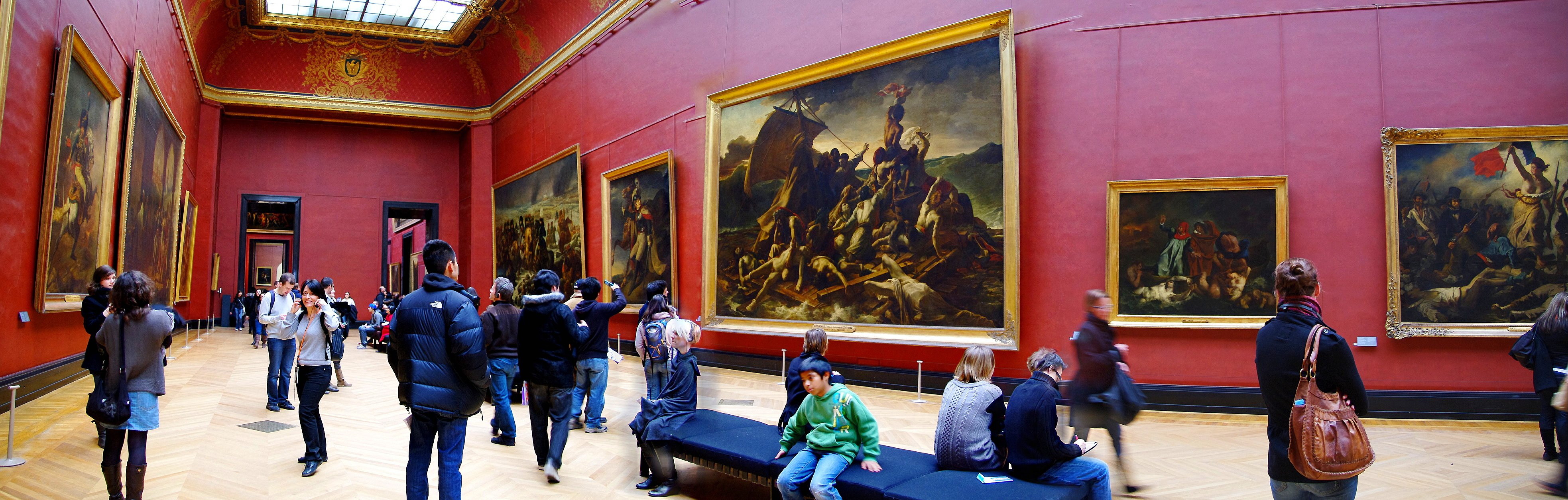
Musée du Louvre, salle Mollien (Romantisme).
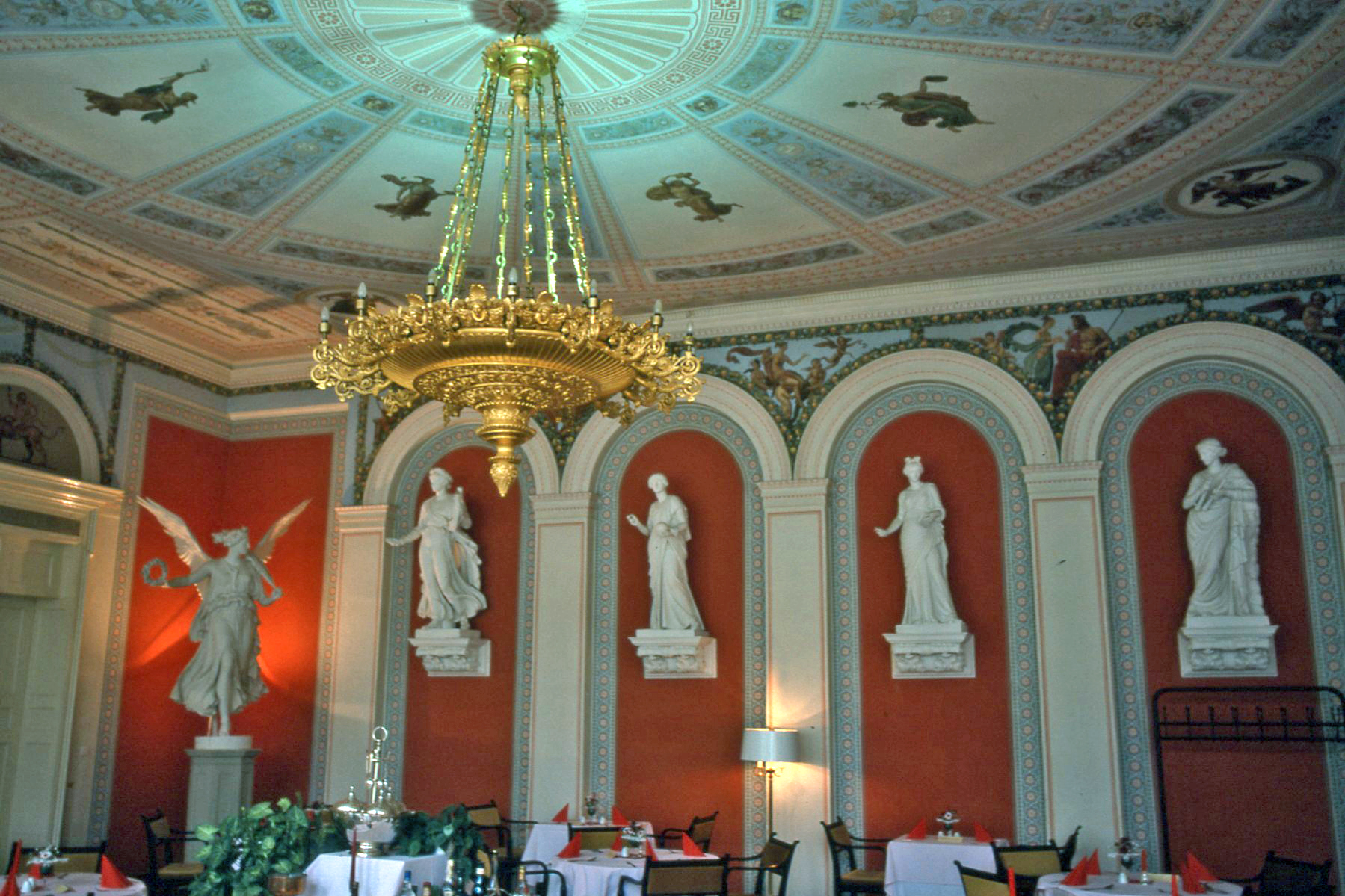
Orangerie de Neustrelitz, Mecklembourg-Poméranie-Occidentale (Allemagne). Salle rouge.
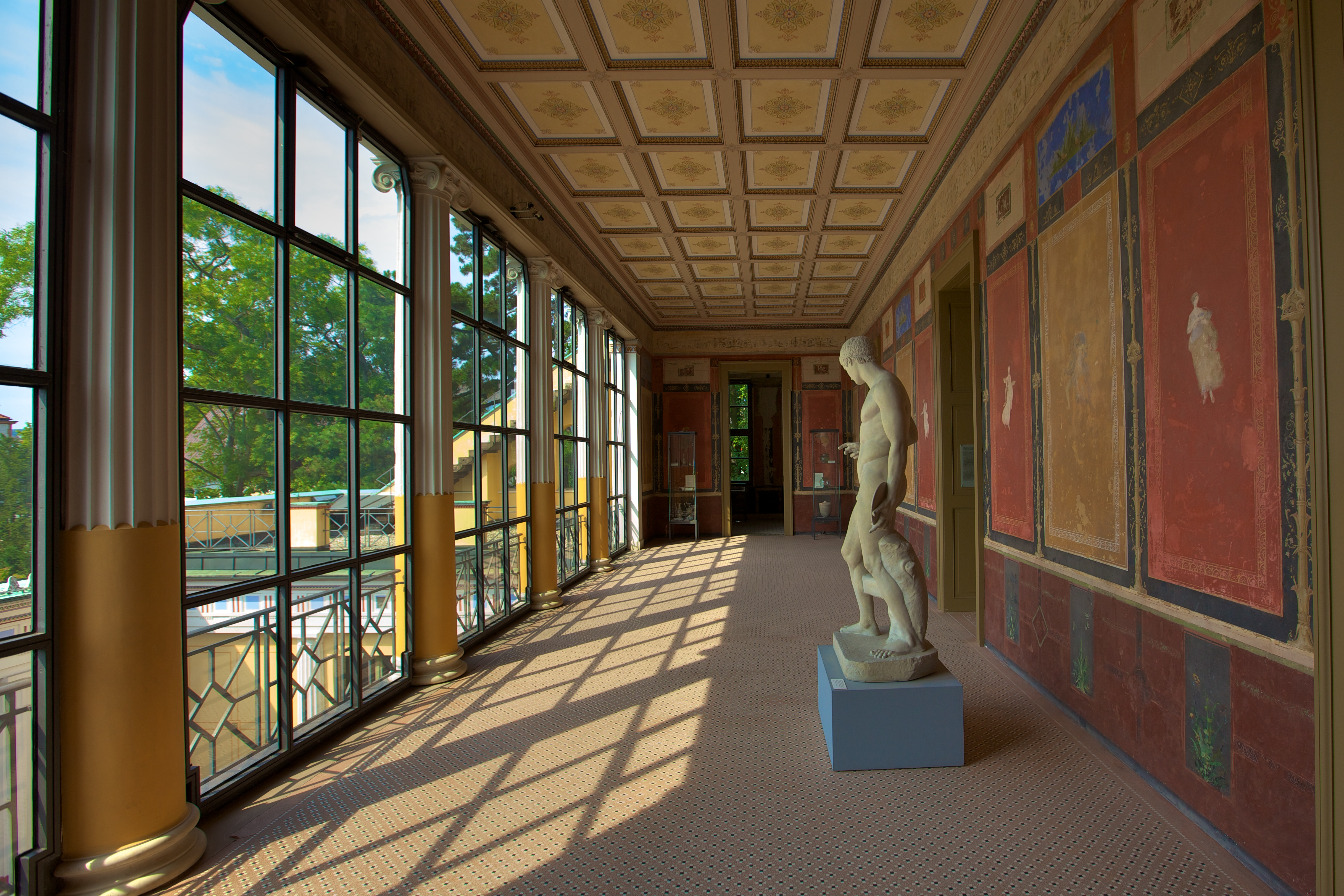
Pompejanum. Aschaffenbourg, Bavière (Allemagne).
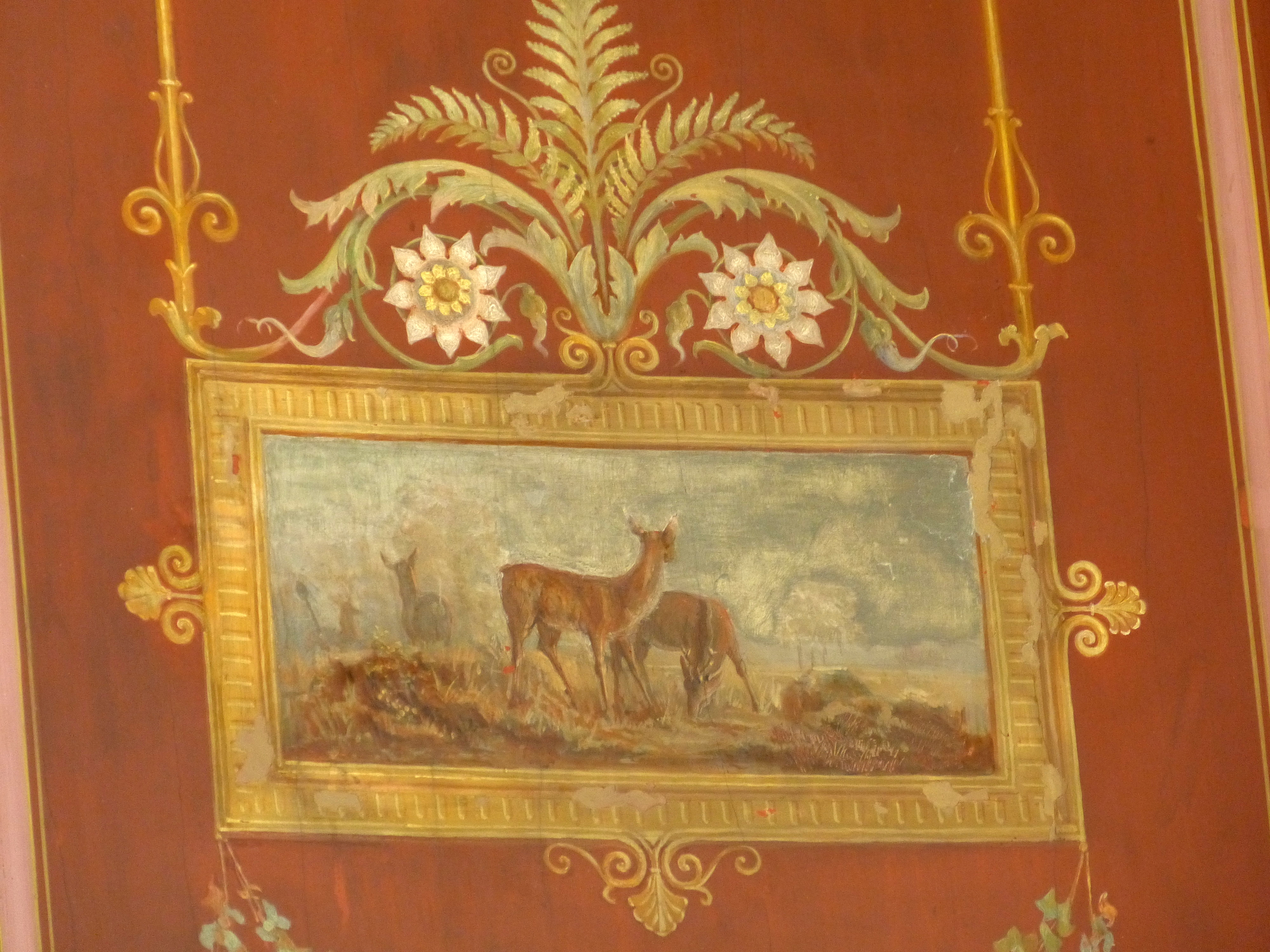
Château de Schwerin (Allemagne), chambre de Léandre.

## Les pigments rouges à Pompéi
Il faut se garder de confondre les colorations obtenues et les pigments qui permettent de les obtenir. Le vocabulaire latin est imprécis dans ce domaine et Pline l'Ancien, qui est la source ancienne principale sur les couleurs dans la peinture antique, mélange les termes qui désignent les unes ou les autres. L'expression rouge pompéien en français désigne un ensemble de teintes obtenues, variant sensiblement autour de l'ocre rouge, et non un pigment particulier.

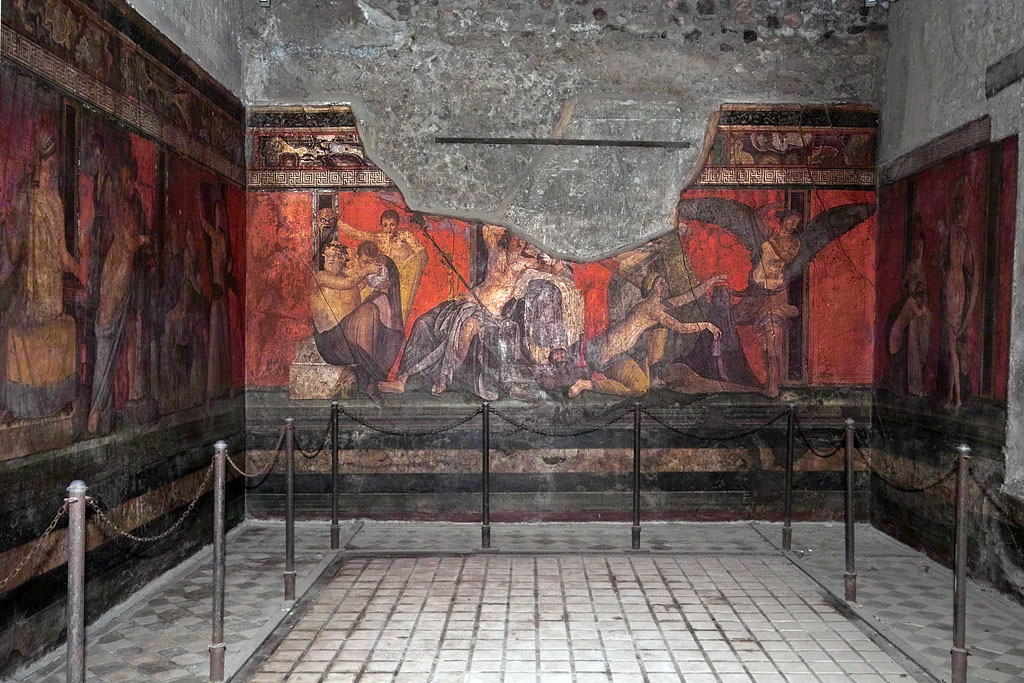
Villa des Mystères à Pompéi.
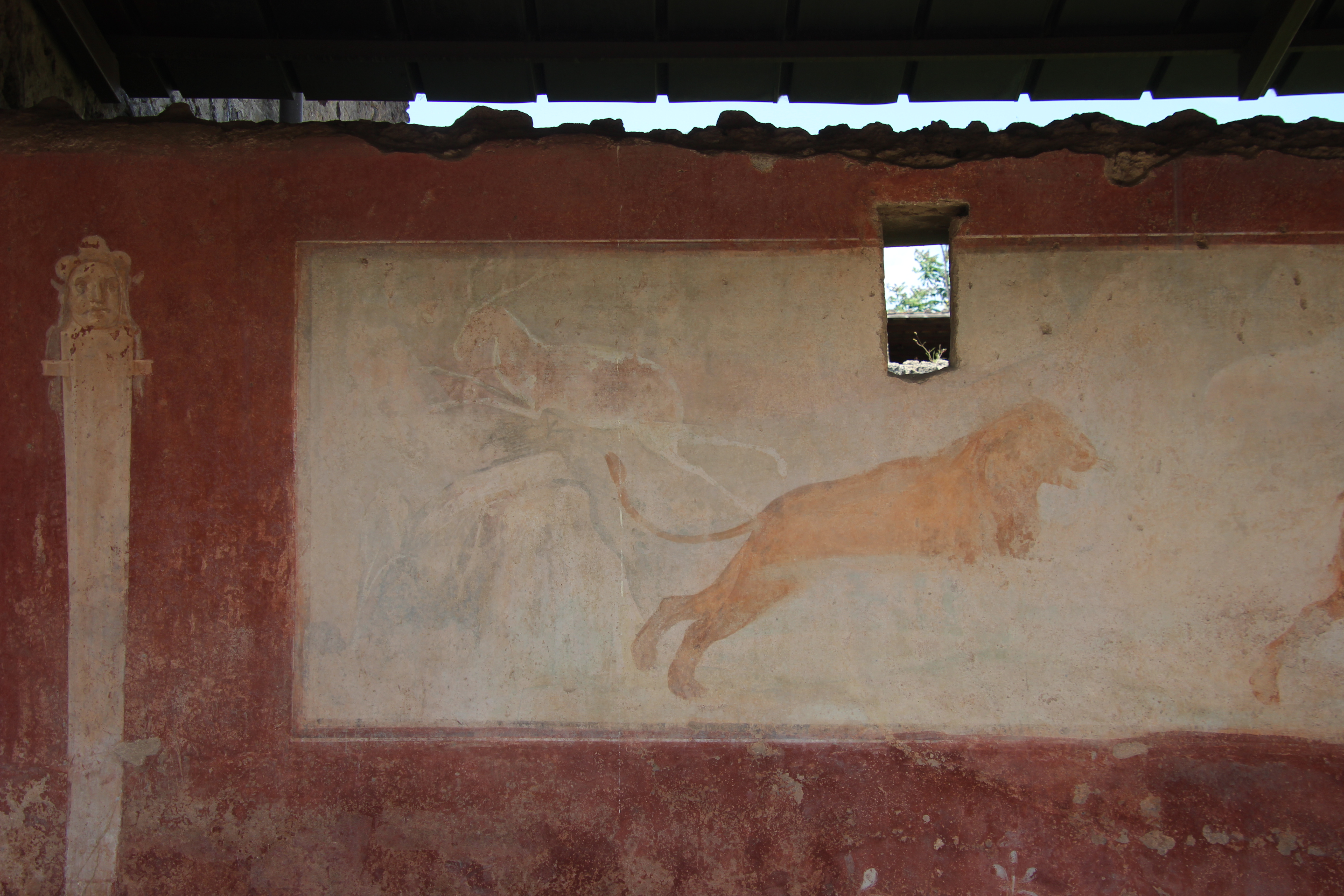
Maison d'Octave Quartio.
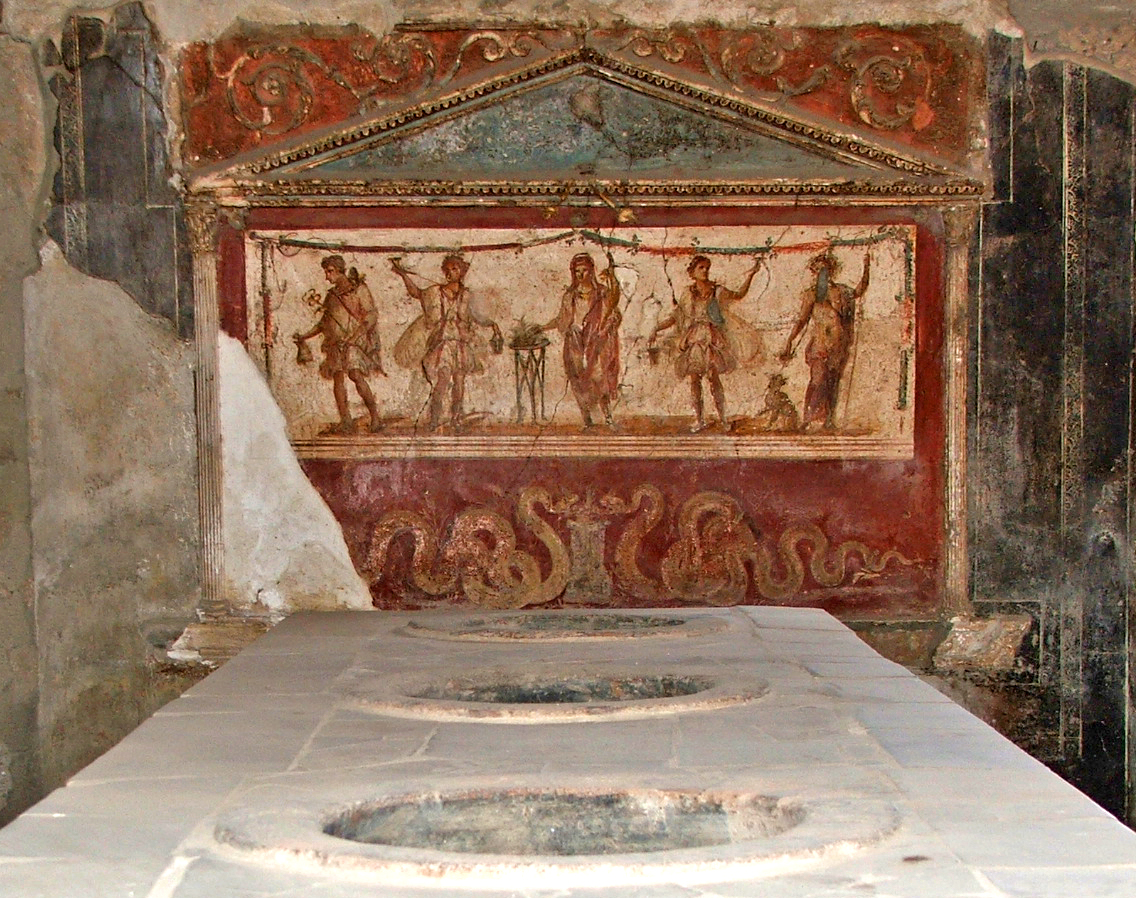
Thermopolium de Lucius Vetutius Placidus
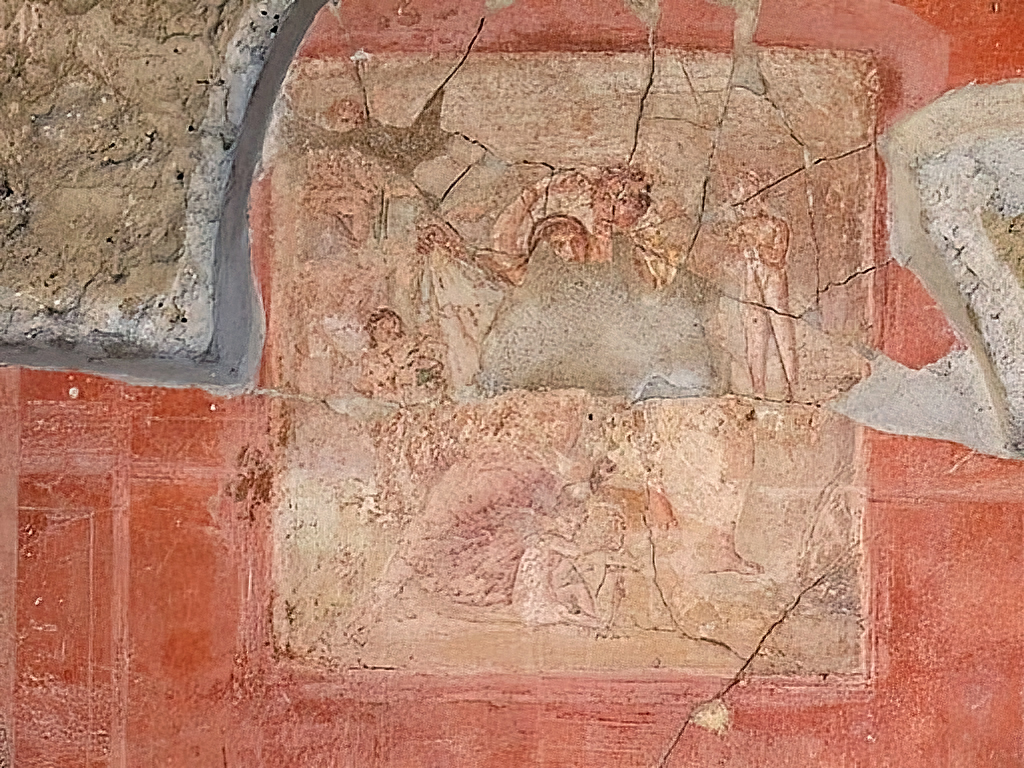
Maison des épigrammes grecques
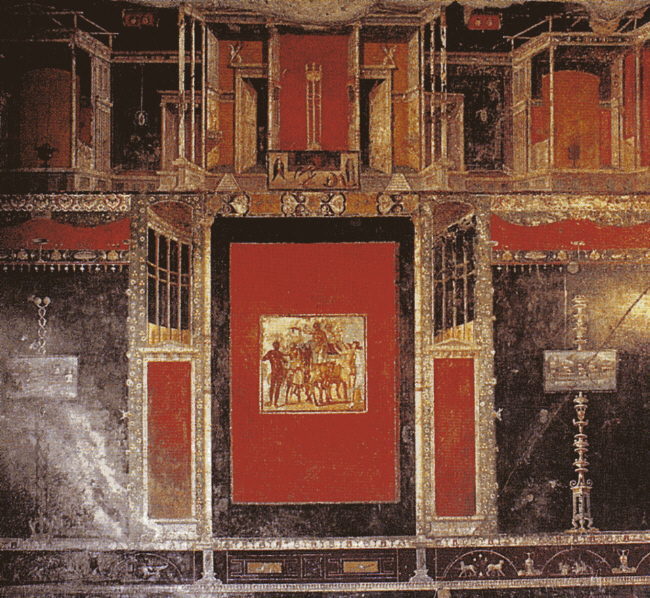
Maison de Lucretius Fronto

On regroupe sous le nom de rouge pompéien des rouges foncés de teintes assez différentes, plus ou moins vifs, tirant parfois plus ou moins vers l'ocre brun ou le violet.
Parmi les pigments rouges utilisés à Pompéi et qui ont permis d'obtenir la coloration rouge pompéien, on trouve le cinabre, la sinopis, l'ocre rouge (rubrica). Les peintres superposaient aussi des couches réalisées avec des pigments différents.
Il peut s'agir également d'ocre jaune dont la couleur a viré à l'ocre rouge au moment de l'éruption, sous l'effet de la chaleur. En effet, par une mutation connue déjà des Anciens, l'ocre jaune soumis à une chaleur supérieure à 700 °C se transforme en ocre rouge. Une équipe dirigée par Sergio Omarini a montré qu'une part assez importante des parois rouges de Pompéi devaient être ocre jaune avant l'éruption de 79 ; l'impression que nous avons aujourd'hui d'une forte dominante de rouge, ce qui a donné naissance à l'expression de rouge pompéien, ne correspond donc pas à l'impression qu'avaient les contemporains.